# 相原嵩明
相原 嵩明（あいはら たかあき、1982年12月14日 - ）は、日本の俳優、声優、ナレーター。福岡県出身。青年座に所属していた。

## 経歴
- 青年座研究所30期卒。2006年4月1日青年座入団。2014年6月に同劇団退団後、フリーとして活動中。

## 出演作品

### テレビドラマ
- 高校生レストラン（相河町役場の職員）

### ナレーション
- ユアタイム (フジテレビ)
- ＃nakedEve (カンテレ制作・フジテレビ)
- THE NEWS α (フジテレビ)
- FNNプライムニュース α (フジテレビ)
- FNN Live News α (フジテレビ)
- 絶対!カズレーザー（テレビ朝日）
- テレビ千鳥（テレビ朝日）
- 中居正広の金曜日のスマイルたちへ（TBSテレビ）
- 霜降りバラエティ（テレビ朝日）
- ポップUP! (フジテレビ)
- 編成王川島 (NHK総合)

### テレビアニメ
- 秘密トップシークレット The Revolution（リック・アナミ捜査官）
- 新テニスの王子様 U-17 WORLD CUP SEMIFINAL（2024年、大曲竜次）

### OVA
- 新テニスの王子様 OVA vs Genius10（大曲竜次）

### ゲーム
- プロミス・マスコットエージェンシー（2025年、役場のサトウ、ソウタ）

### 吹き替え

#### 映画
- ローン・レンジャー（ジョン・リード / ローン・レンジャー〈アーミー・ハマー〉[2]）
- アンナ・カレーニナ（アレクセイ・ヴロンスキー伯爵〈アーロン・テイラー＝ジョンソン〉）
- ウォーロード/男たちの誓い
- エルム街の悪夢
- 胡同のひまわり（張向陽〈ガオ・グー〉）
- THE 4TH KIND フォース・カインド（ウィル）
- 戦場からの脱出
- ファンボーイズ
- 魔法使いの弟子
- ユア・マイ・サンシャイン
- 妖精ファイター（ポルターガイストの男性）
- ラブリーボーン

#### ドラマ
- ザ・パシフィック（ロバート・レッキー〈ジェームズ・バッジ・デール〉）
- ボードウォーク・エンパイア 欲望の街（ラッキー・ルチアーノ〈ヴィンセント・ピアッツァ〉）
- ボルジア家 愛と欲望の教皇一族（チェーザレ・ボルジア〈フランソワ・アルノー〉）
- 愛の記憶はさえずりとともに（ウィア〈リチャード・マッデン〉）
- エレクトリック・ドリームズ（ロス捜査官〈リチャード・マッデン〉）
- シャドウハンター（ジェイス〈ドミニク・シャーウッド〉）
- ER XIV 緊急救命室 #5（ジェレミー〈ジョニー・アッカー〉）
- ER XV 緊急救命室（ライアン・サンチェス〈ヴィクター・ラサック〉）
- バトルスター・ギャラクティカ（サムエル・アンダース）
- 恐竜SFドラマ プライミーバル
- クリミナル・マインド FBI行動分析課
- コールドケース2（マイク〈ザック・グラハム〉）
- テラノバ/Terra Nova
- 名探偵モンク
- iCarly

#### アニメ
- フィニアスとファーブ（アーヴィング）
  - フィニアスとファーブ/ザ・ムービー
- ベン10（グープ、スワンプファイアー、スパイダーモンキー）
- マイルズのトゥモローランドだいさくせん（リオ・カリスト）

### 舞台
2007年
- 妻と社長と九ちゃん カメリアホール/地方公演・（小山健太）

外部出演
2008年
- 3 on 3 〜喫茶店で起こる3つの物語 青年座劇場

2007年
- みごとな女・わが家 青年座劇場